# Ludwig von Callenberg
Ludwig von Callenberg (1. března 1866 Čičava – 25. srpna 1945 Teplice) byl rakousko-uherský diplomat. Jako absolvent Konzulární akademie působil od mládí ve službách ministerstva zahraničí, nižší funkce vystřídal v několika evropských zemích, ale také v Brazílii a USA. V letech 1906–1909 byl rakousko-uherským vyslancem ve Württembersku a v letech 1909–1913 v Maroku. Krátce před zánikem monarchie byl povýšen na barona, po penzionování žil v soukromí v Teplicích.

## Životopis
Pocházel z rodiny Friedricha von Callenberga (1823–1909), úředníka na velkostatcích Clary-Aldringenů v Teplicích. V letech 1884–1886 studoval na Orientální akademii ve Vídni, jako jednoroční dobrovolník absolvoval službu v c. k. armádě v hodnosti poručíka a praxi získal u okresního soudu v Terstu, kde pak působil u úřadu oblastního námořního velitelství. V roce 1891 byl krátce úředníkem obchodní komory v Opavě a v roce 1892 vstoupil do diplomatických služeb. Nižší posty vykonával na zastupitelských úřadech v Cetinji, Rio de Janeiru a Stockholmu. Od roku 1901 působil ve Washingtonu, kde byl v roce 1903 jmenován vyslaneckým radou I. kategorie. Ve stejné pozici přešel ještě v roce 1903 do Bukurešti, kde strávil tři roky a v roce 1906 byl krátce sekčním šéfem na ministestvu zahraničí. 
V letech 1906–1909 byl vyslancem ve Stuttgartu, kde byl pověřen vedením společného diplomatického zastoupení pro Württemberské království, Bádenské velkovévodství a Hesenské velkovévodství. V letech 1909–1913 byl vyslancem v Maroku se sídlem v Tangeru. V důsledku marocké krize došlo k omezení diplomatických kontaktů a Callenberg byl koncem roku 1913 povolán zpět do Vídně (zastupitelský úřad v Tangeru byl uzavřen po vypuknutí první světové války v srpnu 1914). Do konce války zůstal ve stavu disponibility na ministerstvu zahraničí s titulem mimořádného vyslance a zplnomocněného ministra. Po zániku monarchie se usadil v Teplicích, odkud pocházela jeho rodina. Zemřel krátce po druhé světové válce v Teplicích, kde je také pohřben.

## Tituly a ocenění
V roce 1916 obdržel titul c. k. tajného rady s nárokem na oslovení Excelence a těsně před zánikem monarchie byl povýšen do stavu svobodných pánů (10. listopadu 1918). Během diplomatické služby získal řadu vyznamenání v Rakousku-Uhersku i v zahraničí.
- velkokříž Řádu Františka Josefa (Rakousko-Uhersko, 1908)
- Jubilejní pamětní medaile (Rakousko-Uhersko, 1898)
- velkokříž Řádu Albrechtova (Sasko)
- velkokříž Řádu Fridrichova (Württembersko)
- velkokříž Řádu zähringenského lva (Bádensko)
- velkokříž Řádu Filipa Velkomyslného (Hesensko)
- Řád Medžidie II. třídy (Osmanská říše)
- velkodůstojník Řádu rumunské koruny (Rumunsko)
- rytíř Řádu polární hvězdy (Švédsko)
- Řád knížete Danila I. III. třídy (Černá Hora)

## Rodina
V roce 1901 se na zámku Smilkov oženil s Angelikou von Doerr, dcerou historika a majitele smilkovského velkostatku Augusta von Doerr (1846–1921). Z manželství se narodily dvě dcery. Marie Luisa (1901–1982) žila po roce 1945 ve Švýcarsku, mladší Marie Kristina, provdaná Groedelová (1905–1979) žila ve Vídni.
Ludwigova sestra Antonie Anna (1864–1943) se provdala za Julia Latschera (1846–1909), c. k. polního zbrojmistra a rakouského ministra zeměbrany.